# Хосеба Ечеберия
Хосеба Андони Ечеберия Лизарди (на испански: Joseba Andoni Etxeberria Lizardi) е испански футболист, роден на 5 септември 1977 г. в Елгоибар. Играе като крило или нападател в Атлетик Билбао. Участник е на две европейски и едно световно първенство.

## Клубна кариера
Ечеберия започва да тренира футбол в Реал Сосиедад, а през 1993 г. дебютира за дублиращия отбор. На 29 януари 1995 г., едва седемнадесетгодишен, изиграва първия си мач за А отбора – срещу Еспаньол. През лятото на същата година преминава в съседския баски отбор Атлетик Билбао, за сумата от 3 милиона евро, по това време рекорден трансфер в Испания за играч под 18 години. Ечеберия продължава да играе за Атлетик и до днес и носи капитанската лента. Договорът му изтича през 2009 г., но Ечеберия подписва нов едногодишен договор, според който той няма да получава заплата – играчът заявява, че с този жест иска да се отблагодари на отбора и феновете, чиито любимец е в продължение на 15 години.

## С националния отбор
През 1995 г. Ечеберия става голмайстор на Световното първенство за юноши в Катар със седем гола. В испанския отбор личат иманата на Раул, Иван де ла Пеня, Фернандо Мориентес и Мичел Салгадо, но той успява да се пребори едва за четвъртото място. За мъжкия отбор дебютира на 19 ноември 1997 г. срещу Румъния, вкарвайки гола при равенството 1:1. Участва на СП 1998, Евро 2000 и Евро 2004, но и в трите случая испанците се представят под очакванията и само през 2000 г. достигат четвъртфинал. В периода 1997 - 2004 г. Ечеберия има 53 мача и 12 гола за Испания, като по тези показатели към октомври 2009 г. е съответно на 22-ро и 18-о място сред испанските си колеги.